# کوین مجیا
کوین مجیا (به انگلیسی: Kevin Mejía،  زادهٔ ۵ مهٔ ۱۹۹۵) یک کشتی‌گیر فرنگی‌کار اهل کشور هندوراس است. وی سابقه حضور در المپیک ۲۰۲۴ پاریس را دارد.  